# William Ellery Channing (poeta)
William Ellery Channing (Boston, 29 novembre 1818 – Concord, 23 dicembre 1901) è stato un poeta statunitense.
Figlio del fisico Walter Channing e nipote dell'omonimo teologo unitariano, appartenne al movimento trascendentalista americano.

## Opere
- 1834 – Poems
- 1847 – Poems, Second Series
- 1849 – The Woodsman
- 1858 – Near Home
- 1871 – The Wanderer
- 1873 – Thoreau, the Poet-Naturalist
- 1885 – Eliot
- 1886 – John Brown and the Heroes of Harper’s Ferry
- 1902 – Poems of sixty-five years